# مارگیت کارستنسن
مارگیت کارستنسن (آلمانی: Margit Carstensen؛ زادهٔ ۲۹ فوریهٔ ۱۹۴۰) بازیگر اهل آلمان است.
از فیلم‌ها یا برنامه‌های تلویزیونی که وی در آنها نقش داشته‌است می‌توان به پیامد تلخ، نسل سوم، تسخیر و رولت چینی اشاره کرد.
وی همچنین برندهٔ جوایزی همچون جایزه فیلم آلمان شده‌است.